# Großer Spinnenfresser
Der Große Spinnenfresser (Ero tuberculata) ist eine Spinne aus der Familie der Spinnenfresser (Mimetidae). Die Art ist paläarktisch verbreitet und eine von vier in Mitteleuropa vorkommenden Arten der Familie sowie der Gattung der Buckelspinnenfresser (Ero). Wie andere Spinnenfresser zeichnet sich auch der Große Spinnenfresser durch sein Beutespektrum aus, das sich aus anderen Spinnen zusammensetzt.

## Merkmale

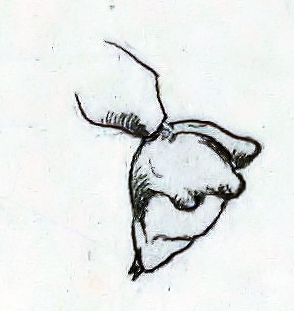
Ausschnitt aus Les arachnides de Belgique (1882) von Léon Becker, der das Opisthosoma des Großen Spinnenfressers im Profil zeigt.

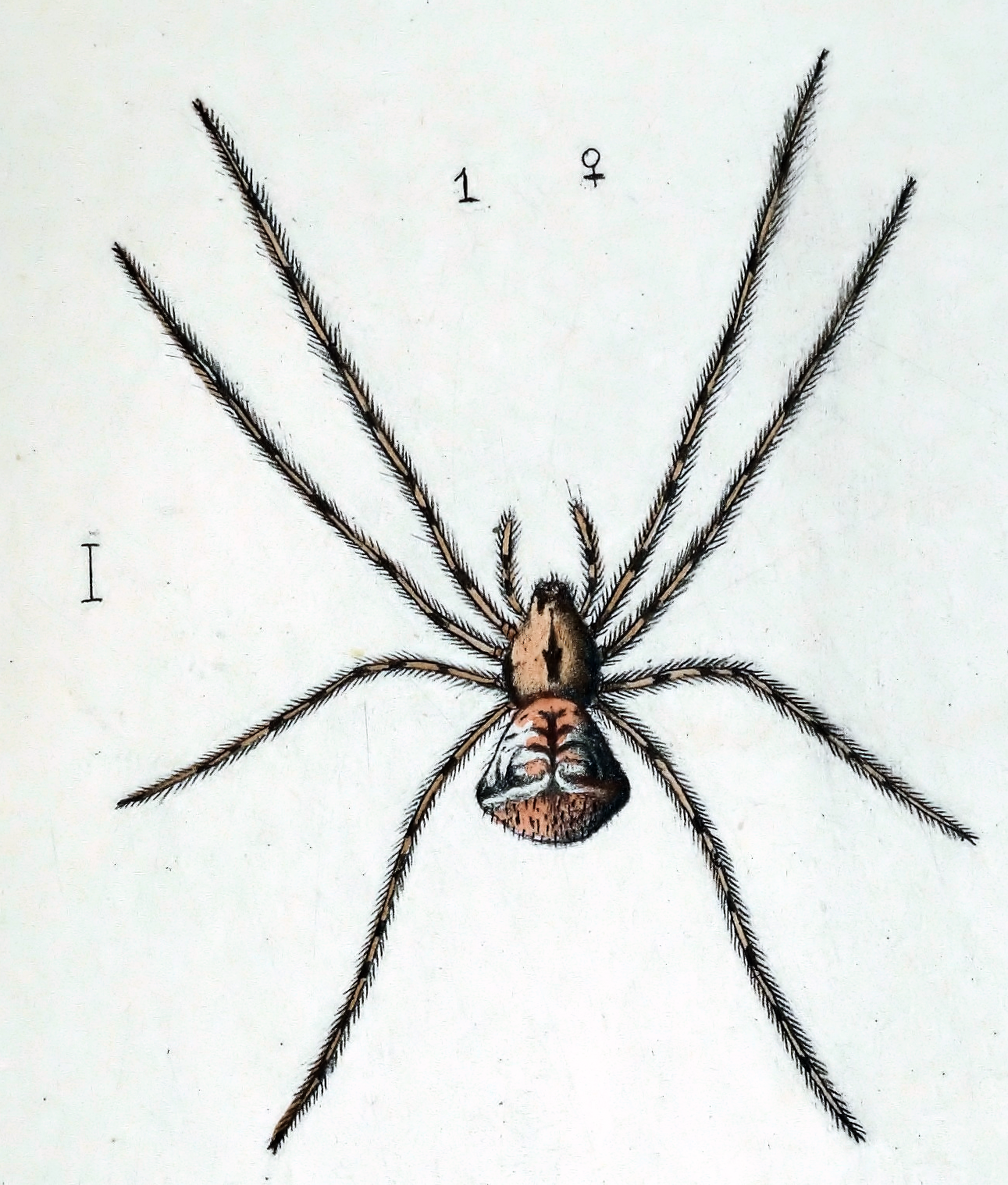
Ausschnitt aus selbigem Werk, hier die Dorsalansicht des Weibchens der Art zeigend.

Das Weibchen des Großen Spinnenfressers erreicht eine Körperlänge von drei bis 4,5 Millimetern, während das Männchen eine ungefähre Körperlänge von drei Millimetern erlangen kann. Der grundsätzliche Körperbau der Art gleicht dem anderer Buckelspinnenfresser (Ero), womit auch bei dieser Art kein stark ausgeprägter Sexualdimorphismus (Unterschied der Geschlechter) vorhanden ist.
Der Carapax (Rückenschild des Prosomas, bzw. Vorderkörpers) besitzt eine blasse gelbbraune Grundfarbe. An seinem Rand verläuft ein dunkles Band. Ein weiteres dunkles und median (mittig) angelegtes Band und Flecken befinden sich am kephalen (am Kopf befindlicher) Bereich. Die Cheliceren (Kieferklauen) erscheinen braun. Das ebenfalls bräunliche Sternum (Brustschild des Prosomas) ist mit hellen Flecken versehen. Die blassgelb gefärbten Beine weisen dunkle Ringelungen auf.
Das Opisthosoma (Hinterleib) besitzt vier je zu zweit paarig angelegte Höcker, von denen das anteriore (vordere) Paar das vordere Paar größer ist und stärker heraussticht als das hintere. Bei letzterem sind die Höcker weiter voneinander beanstandet. Die Grundfarbe des Opisthosomas reicht von cremefarben bis rotorange. Der Bereich hinter den Höckern ist hell gelblich gefärbt, allerdings immer heller als der Bereich davor. Anderweitig befinden sich auf dem Opisthosoma mehrere braune, graue, braunrote, schwarze und schwarze genauso wie weiße
Flecken.

### Genitalmorphologische Merkmale

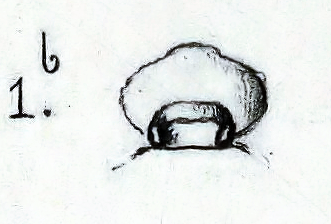
Ausschnitt aus dem gleichen Werk, der die Epigyne des Großen Spinnenfressers zeigt.

Beim Männchen des Großen Spinnenfressers sind die Tibien (Schienen) der Pedipalpen (umgewandelte Extremitäten im Kopfbereich) kaum ein Drittel länger als deren Patellae (Glieder zwischen den Femora, bzw. Schenkel und den Tibien). Bei einem einzelnen Bulbus (männliches Geschlechtsorgan) der Art ist dessen Cymbium (drittes und letztes Sklerit, bzw. Hartteil) mit starken Tuberkeln (zahnartigen Gebilden) und das Paracymbium mit spitzem Fortsatz versehen.
Die Epigyne (weibliches Geschlechtsorgan) des Großen Spinnenfressers besitzt anders als bei anderen Buckelspinnenfressern (Ero) Trennstruktur in der Mitte der Öffnung. Stattdessen befindet sich hier ein herzförmiger Mittelteil, der den posterioren (hinteren) Rand der Epigyne nicht erreicht.

### Ähnlichkeiten mit anderen Buckelspinnenfressern
Der Große Spinnenfresser ähnelt sehr den anderen drei in Mitteleuropa vorkommenden Buckelspinnenfressern (Ero), kann jedoch entsprechend seiner Trivialbezeichnung größer als diese werden. Der Sumpf- (E. cambridgei) und der Zweihöcker-Spinnenfresser (E. furcata) tragen nur ein Höckerpaar auf dem Opisthosoma. Der Vierhöcker-Spinnenfresser (E. aphana) hat wie der Große Spinnenfresser dort zwei Höckerpaare. Allerdings erscheint bei diesem das Opisthosoma lateral betrachtet anders als beim Großen Spinnenfresser auch hinter den anterioren Höckern stark konvex und insgesamt länger als hoch. Die pigmentierten Flecken, die sich ab den Lateralaugen nach hinten ziehen, verbiegen in posteriore Richtung stark nach innen.

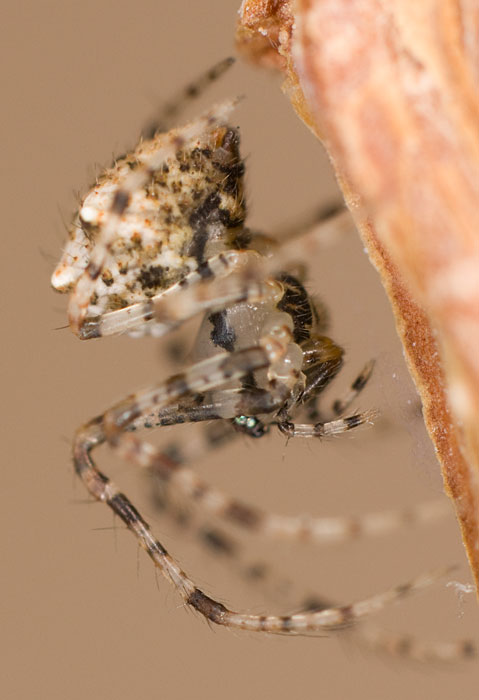
Weibchen des Vierhöcker-Spinnenfressers (E. aphana)
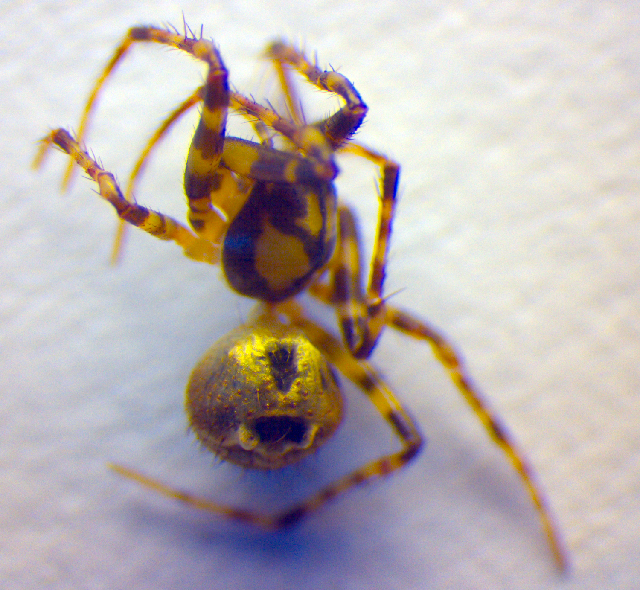
Präpariertes Weibchen des Sumpfspinnenfressers (Ero cambridgei)
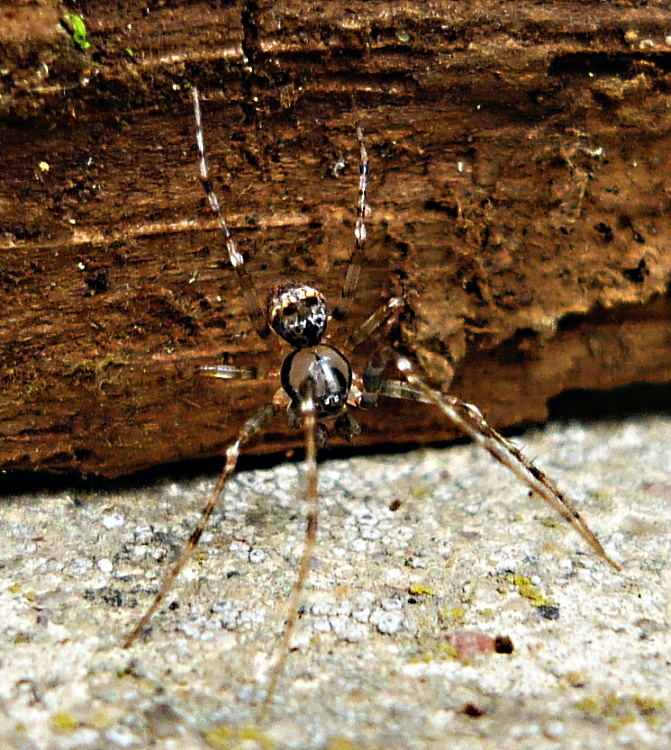
Männchen des Zweihöcker-Spinnenfressers (E. furcata)

## Vorkommen

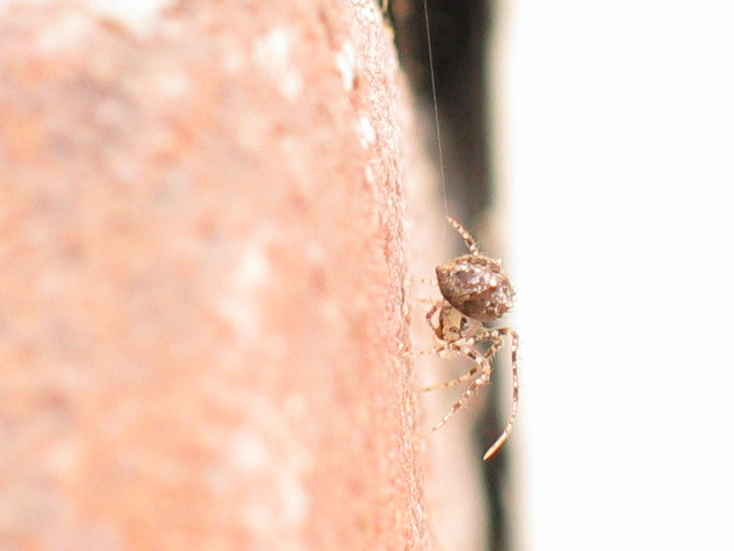
Weibchen, gefunden in den Niederlanden.

Das Verbreitungsgebiet des Großen Spinnenfressers erstreckt sich von Europa über Russland (europäischer bis zentralasiatischer Teil), den Iran, Zentralasien und China. In Europa selber ist er flächendeckend vertreten, fehlt jedoch in Kontinentaleuropa im nord-, süd- und westeuropäischen Teil Russlands, Schweden, Norwegen, Lettland, Litauen, Belarus, der Oblast Kaliningrad, der Republik Moldau, Bosnien und Herzegowina, dem Kosovo, Nordmazedonien und dem europäischen Teil wie der Gesamtheit der Türkei. Anderweitig ist die Art in Europa auf der russischen Doppelinsel Nowaja Semlja, Franz-Josef-Land, Spitzbergen, Island und der Insel Irland bislang nicht nachgewiesen worden.
Auf Großbritannien ist die Spinne vor allem im Südosten Englands vom Fluss Severn bis zum Ästuar The Wash verbreitet. Vereinzelt erfolgten auch Funde im Südwesten Englands.

### Lebensräume
Der Große Spinnenfresser bewohnt eine Vielzahl an Habitaten (Lebensräumen), darunter Wälder, Garigue, Heiden, Küstendünen, Halbtrockenrasen und Weinberge. Er zeigt dabei Tendenzen zur Hygrophilie und bewohnt deshalb bevorzugt feuchte Gebiete.
Auf Großbritannien ist der Große Spinnenfresser besonders in stark entwickelten Heidelandschaften nachgewiesen, die  größere Pflanzen von Heidekrautgewächsen (Ericaceae) oder Ginster (Genista) aufweisen. Daneben kommt die Art auf der Insel in weniger fortgeschritteneren Heidelandschaften oder in Gebäuden vor.

### Häufigkeit und Gefährdung
Die Gefährdung des Großen Spinnenfressers wird je nach Land unterschiedlich gewertet. Bislang ließ sich die Art insgesamt jedoch sehr selten nachweisen. Auch in Deutschland gilt die Spinne als selten, wird aber dennoch in der Roten Liste gefährdeter Tiere, Pflanzen und Pilze Deutschlands, bzw. der Roten Liste und Gesamtartenliste der Spinnen Deutschlands (2016) als „ungefährdet“ gewertet. Hier gelten die Bestände des Großen Spinnenfressers langfristig gleichbleibend, während für kurzfristige Analysen nicht ausreichend Daten über die Bestände vorliegen. Es liegt jedoch Verbesserung der Gesamtsituation in Deutschland im Vergleich zur vorherigen Version dieser Roten Liste aus 1996 vor, da die Art in dieser in der Kategorie „G“ (Gefährdung unbekannten Ausmaßes) geführt wurde. In der Roten Liste der Spinnen Kärntens (1999) wird die Art in der Kategorie „D“ (Datenlage ungenügend) erfasst.
In der Roten Liste Großbritanniens (2017) ist der Große Spinnenfresser aufgrund der dortigen Bestandssituation nach IUCN-Maßstab in der Kategorie LC („Least Concern“, bzw. nicht gefährdet) gelistet. Auf der Insel wird allerdings der Rückgang der für die Art geeigneten Habitate zugunsten der Land- und Forstwirtschaft, dem Häuserbau und dem Ausbau der Industrie als Bedrohung der Bestände der Spinne gesehen. In der Roten Liste der Spinnen Tschechiens (2015) wird die Art in der Kategorie EN („Endangered“, bzw. gefährdet) und in der Roten Liste der Spinnen der Slowakei (1993) in der Vorwarnliste geführt.

## Biologie

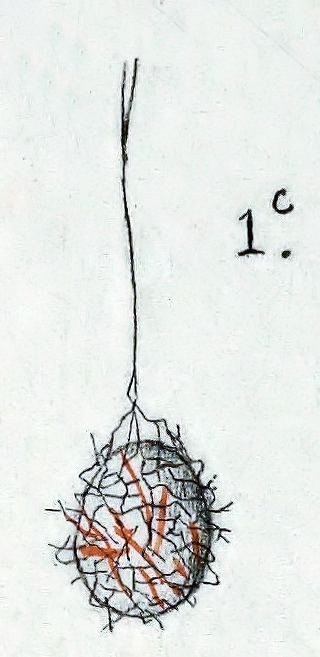
Weiterer Ausschnitt aus identischem Werk, hier mit einer Grafik des Eikokons des Großen Spinnenfressers.

Der Große Spinnenfresser ist wie alle Spinnenfresser (Mimetidae) ein araneophager Nahrungsspezialist, der demzufolge ausschließlich andere Spinnen erbeutet. Dabei zeigt er wie andere Buckelspinnenfresser (Ero) eine deutliche Präferenz für netzbauende Spinnen und sucht deren Spinnennetze auf, in diese er dann eindringt und die jeweiligen Netzeigentümer überwältigt. Ansonsten ist über die Lebensweise des Großen Spinnenfressers wenig bekannt. Die Phänologie (Aktivitätszeit) beginnt bei ausgewachsenen Individuen beider Geschlechter im Juni, erstreckt sich bei Männchen aber von dort lediglich bis zum Oktober, während die Aktivitätsspanne der Weibchen noch bis zum Dezember reicht.

## Systematik
Die Systematik des Großen Spinnenfressers wurde mehrfach geändert. Der Artname tuberculata bezieht sich auf die Tuberkel an den Cymbii der Bulbi beim Männchen der Art. Der Große Spinnenfresser ist außerdem die Typusart der Buckelspinnenfresser (Ero).

### Beschreibungsgeschichte
Der Große Spinnenfresser wurde bei seiner 1778 von Charles De Geer durchgeführten Erstbeschreibung wie damals alle Spinnen der nicht mehr bestehenden Gattung Aranea unterstellt und erhielt die Bezeichnung E. tuberculata. Carl Ludwig Koch transferierte die Art 1836 zur Gattung der Buckelspinnenfresser (Ero), sodass sie die Bezeichnung E. tuberculata erhielt, die seitdem die durchgehend angewandte Bezeichnung für den Großen Spinnenfresser ist.

### Äußere Systematik auf den Britischen Inseln
Mithilfe von phylogenetische (die Abstammung betreffende) Untersuchungen der auf den Britischen Inseln vorkommenden Spinnenarten mitsamt den vier europäischen Arten der Buckelspinnenfresser gelang es 2021, das verwandtschaftliche Verhältnis des Großen Spinnenfressers zu den anderen drei Arten der Gattung auf den Inseln zu ermitteln. Dabei basiert die Analyse der vier Arten aus einer vorherigen aus 2004, bei der die somatischen (den Körper betreffenden) und genitalmorphologischen Merkmale der vier Buckelspinnenfresser zur Untersuchung angewandt wurden und die mit den phylogenetischen Analysen aus 2021 weitestgehend übereinstimmen. Allerdings verblieb der Status des Großen Spinnenfresser in den Analysen aus 2004 ungewiss. Folgendes Kladogramm verdeutlicht die äußere Systematik der vier Arten zueinander:
|  | Großer Spinnenfresser                                                                                          |
|  | |
|  | \| \| Zweihöcker-Spinnenfresser (E. furcata) \| \| \| \| \| \| Sumpfspinnenfresser (E. cambridgei) \| \| \| \| |
|  | |
|  | Zweihöcker-Spinnenfresser (E. furcata)                                                                         |
|  | |
|  | Sumpfspinnenfresser (E. cambridgei)                                                                            |
|  | |

|  | Zweihöcker-Spinnenfresser (E. furcata) |
|  |                                        |
|  | Sumpfspinnenfresser (E. cambridgei)    |
|  |                                        |

|  | Großer Spinnenfresser                                                                                          |
|  | |
|  | \| \| Zweihöcker-Spinnenfresser (E. furcata) \| \| \| \| \| \| Sumpfspinnenfresser (E. cambridgei) \| \| \| \| |
|  | |
|  | Zweihöcker-Spinnenfresser (E. furcata)                                                                         |
|  | |
|  | Sumpfspinnenfresser (E. cambridgei)                                                                            |
|  | |

|  | Zweihöcker-Spinnenfresser (E. furcata) |
|  |                                        |
|  | Sumpfspinnenfresser (E. cambridgei)    |
|  |                                        |